# 입역노비
입역노비는 공노비 중 하나로, 궁중과 중앙관청, 지방관아에서 잡일을 하면서 급료까지 받았던 노비이다.